# Valdis Zatlers
Valdis Zatlers (Riga, 22 maart 1955) is een Lets arts en politicus. Zatlers won de presidentsverkiezingen in Letland op 31 mei 2007. Op 8 juli 2007 heeft hij de vorige presidente Vaira Vīķe-Freiberga opgevolgd. Per 2 juni 2011 werd hij zelf opgevolgd door Andris Bērziņš.
Zatlers is getrouwd met Lilita Zatlere en heeft 3 kinderen.
- Gemeinsame Normdatei: 1083049372
- International Standard Name Identifier: 0000 0004 3391 5135
- Library of Congress Control Number: no2016044960
- Nationale Bibliotheek van Letland: 000198343
- Virtual International Authority File: 308249015
- WorldCat: E39PBJw4yjdhjKHYxvCWDCBgKd